# 4831 Baldwin
4831 Baldwin eller 1988 RX11 är en asteroid i huvudbältet som upptäcktes den 14 september 1988 av den amerikanska astronomen Schelte J. Bus vid Cerro Tololo. Den är uppkallad efter Ralph Baldwin.
Asteroiden har en diameter på ungefär 18 kilometer och den tillhör asteroidgruppen Themis.